# Шкляревский, Игорь Иванович
Игорь Иванович Шкляре́вский (25 июня 1938, Белыничи, Могилёвская область — 7 сентября 2021, Москва) — советский и российский поэт, переводчик. Лауреат Государственной премии СССР (1987).

## Биография
Родился 25 июня 1938 года в Белыничи Могилёвской области, в семье учителей. Обучался в Могилёвском педагогическом институте, работал в республиканской детской газете «Зорка», затем окончил (1965) Литературный институт имени А. М. Горького. Член СП СССР с 1964 года.
Ещё во время учёбы (1962) выпустил в Минске свой первый сборник стихов «Я иду!» Ранее издание подготовленного к печати сборника было остановлено, набор рассыпан, поскольку книга была объявлена «идейно порочной». В итоге сборник вышел с купюрами.
Уже в 1964 году в Минске вышел второй сборник Шкляревского «Лодка», и, как предыдущая книга, он получил хорошие отзывы. Талант поэта отметил Борис Слуцкий, посвятивший выходу сборника статью «Лодка, плывущая далеко».
Начиная с 1960-х годов Шкляревский жил в Москве, близко дружил сo Станиславом Куняевым, с которым позднее разошёлся из-за ультранационалистических позиций, на которые Куняев встал в конце 1970-х.
Переводил со славянских языков. В 1979 опубликовал перевод «Слова о полку Игореве», высоко оценённый крупнейшим специалистом по древнерусской литературе Дмитрием Лихачёвым.
Помните, Вы — настоящий поэт, Вы не стихотворец. Поэзия — это нечто более высокое… Вы нужны русской культуре, поэтому заботьтесь о своей сохранности, как о национальном достоянии. Любящий Вас и Вашу поэзию Дмитрий Лихачёв
Стихи Шкляревского отмечены кларизмом дикции и чистотой поэтической формы. Они переведены на болгарский, итальянский, немецкий, польский, чешский, японский и другие языки.
В 1986 году тяжело переживал Чернобыльскую катастрофу, произошедшую в области, где он родился. На полученную (1987) за очередную книгу Государственную премию высаживал в Белоруссии леса. По сей день там можно увидеть таблички с надписью «Лес поэта Игоря Шкляревского».
Избирался членом правлений СП РСФСР (1985—1991) и СП СССР (1986—1991), исполкома Русского ПЕН-центра (с 1989). Был членом общественного совета «Литературной газеты» (1990—1997), редколлегии журнала «Юность» (1982—1990), «Московской охотничьей газеты» (с июля 1994); председателем экологического движения «Глаза Земли» при Советском комитете защиты мира (с 1989). Член комиссии по Государственным премиям при Президенте Российской Федерации, председатель комиссии по Пушкинским премиям при Президенте Российской Федерации (с 1999). Являлся сопредседателем Союза российских писателей.
Страстный игрок, увлекался рулеткой, картами, бильярдом и всевозможными лотереями. В 2005 году был почётным гостем Открытого первенства России по преферансу.
Жил в доме на Патриарших: в доме было три квартиры. Соседи — Никита Михалков и оперная певица Маквала Касрашвили. У каждого по этажу.
Скончался 7 сентября 2021 года в Москве на 84-м году жизни, от COVID-19.
В Могилёве, где он завещал похоронить свой прах рядом с могилами родителей на Машековском кладбище, младший брат Олег Иванович и его дочь Мария 14 августа 2022 г. исполнили последнюю волю поэта. За час до захоронения на кладбище, согласно завещанию, часть праха была развеяна над Днепром — в местах, где Игорь в детстве любил рыбачить, а вторая часть нашла своё место на высоком склоне могилевского крепостного вала возле городского парка — месте большого вдохновения поэта,

## Цитата
Поэзия — как запах скошенного клевера. Вроде, совершенно бесполезная вещь, а обойтись без неё нельзя. Как без природы и солнца.
— Игорь Шкляревский

## Награды и звания
- орден Дружбы народов (16.11.1984);
- Государственная премия СССР (1987) — за книгу стихов и поэм «Слушаю небо и землю» (1985)
- Царскосельская художественная премия (1998);
- Государственная Пушкинская премия Российской Федерации (1999)[11][12];
- Грамота Экзарха всея Беларуси Филарета «Во внимание к трудам на ниве церковной, в память 2000-летия Рождества Христова» (2000).